# Ford (Kansas)
Ford es una ciudad ubicada en el de condado de Ford en el estado estadounidense de Kansas. En el año 2010 tenía una población de 216 habitantes y una densidad poblacional de 196,36 personas por km².

## Geografía
Fontana se encuentra ubicada en las coordenadas 37°38′10″N 99°45′11″O / 37.63611, -99.75306 (37.635977, -99.753013).

## Demografía
Según la Oficina del Censo en 2000 los ingresos medios por hogar en la localidad eran de $34,545 y los ingresos medios por familia eran $36,346. Los hombres tenían unos ingresos medios de $27,917 frente a los $11,944 para las mujeres. La renta per cápita para la localidad era de $15,037. Alrededor del 9.7% de la población estaban por debajo del umbral de pobreza.